# きぬ (タレント)
きぬ（1980年10月24日 - ）は、モデル・岩手県出身。

## 来歴
盛岡白百合学園高等学校卒業。
盛岡大学短期大学部食物栄養科卒業（栄養士免許所持）。
短大在学中、安比高原スキー場（岩手県岩手郡安代町、現八幡平市）で開催されたミスコン（1999年度・ミスAPPIスキー王国）で優勝。ミスAPPIとしての活動と同時にモデル・リポーター活動も始まり、テレビ岩手（岩手県盛岡市）の「ちぇきらAPPI」や「コンビニナイト」にレギュラー出演するようになった。
当時、若者が「APPI」ステッカーを車に貼るのが流行するほど、首都圏を中心に安比高原スキー場は全国区だった。当時放送されていたテレビ岩手『APPIスキー王国』は番組販売されて各地で放送されていたが、出演者は櫻田彩子（MOC所属）や小山羊右など、宮城県仙台市のローカルタレントがメインで出演していた。
2000年代は在仙台局の番組に出演が多くなった。また仙台市にある芸能事務所の仙台SOSモデルエージェンシー（後のモラドカンパニー）に所属した（現在は仙台市のJMSに所属）。岩手県ではテレビ岩手を中心に活動しているが、宮城県では民放4局全てで活動してきた。
なお、幼少期時代の1982年6月23日に東北新幹線が開業してから、岩手・宮城の両県を行き来しながら活動するローカルタレントが見られるが、きぬは両県で同日に時間差で出演することもしばしばである。また、テレビ岩手「5きげんテレビ」とミヤギテレビ「OH!バンデス」が毎週水曜日に番組同士を中継する「宮城・岩手 ど～なknow?」のコーナーでは、「5きげんテレビ」のサブ司会として両県に同時に出演する形になっている。
既婚。一児の母（2017年時点）。

## 出演

### 現在
- テレビ岩手 「5きげんテレビ」（2016年6月〜）サブキャスター（月 - 水）[3]

### 過去
| 放送圏  | 放送局 制作局 | 種別   | 番組名                                     | 担当               | 放送期間       |
| ------- | ------------- | ------ | ------------------------------------------ | ------------------ | -------------- |
| 岩手県  | テレビ岩手    | 定期   | ちぇきらAPPI                               |                    |                |
| 岩手県  | テレビ岩手    | 定期   | 週末はファンキーSOUL                       |                    | 2006年3月降板  |
| 岩手県  | テレビ岩手    | 定期   | コンビニナイト                             |                    |                |
| 岩手県  | テレビ岩手    | 定期   | どこか行こうヨ!                            | 中継               | 2008年3月終了  |
| 岩手県  | テレビ岩手    | 定期   | ドキ土キ☆アミーGO!                         |                    | 2009年3月終了  |
| 岩手県  | テレビ岩手    | 単発   | 希望郷いわて特別授業 三陸ジオパークって何? | 生徒役             | 2014年1月5日   |
| 宮城県  | 東北放送      | 定期   | 体感TVぐらまらす                           | 司会               | 2004年3月終了  |
| 宮城県  | 東北放送      | 定期   | 発見☆ぐらッチェ!!                          | リポーター         | 2005年3月終了  |
| 宮城県  | 東北放送      | 定期   | 2時のチャイハネ                            | リポーター         | 2006年3月終了  |
| 宮城県  | 東北放送      | 不定期 | 山崎まさやの仙台バリュー☆マンション        |                    |                |
| 宮城県  | 仙台放送      | 定期   | ヨジテレビ!                                | リポーター         | 2006年12月終了 |
| 宮城県  | 東日本放送    | 定期   | ナマサタ情報局                             | 中継               | 2016年12月終了 |
| 宮城県  | 東日本放送    | 定期   | 突撃!ナマイキTV                            | リポーター（金曜） |                |
| 東北6県 | ミヤギテレビ  | 定期   | モバ☆スタ                                  |                    |                |
| 東北6県 | ミヤギテレビ  | 定期   | モバ☆スタ2.0                               |                    | 2007年9月終了  |

※ 放送圏：「東北6県」は東北地方における系列6局のブロックネットを指す。
※ 種別：「定期」がレギュラー放送の番組。「不定期」が不定期放送の番組。「単発」はレギュラー番組でのゲスト出演。
- 『24時間テレビ 「愛は地球を救う」』のテレビ岩手のイベントにも出演している[7][8]。